# Glest
Glest  es un juego de estrategia en tiempo real en 3D, disponible para varios sistemas operativos y que se puede modificar usando XML y un conjunto de herramientas.
Incluye partidas de un jugador contra hasta tres oponentes automáticos, controlados por la CPU, jugando en equipo o aisladamente, de dos tipos de facciones diferenciadas, con sus correspondientes juegos de personajes, unidades, edificios, todo ello dentro de varios tipos de escenarios.

## Unidades
Magitech es el nombre del principal árbol de tecnología incluido en el juego. Se compone de dos facciones: Magic y Tech, que contienen dos conjuntos de unidades, edificios y evoluciones.
Facción Tech: Consiste  en guerreros humanos y artefactos mecánicos para luchar. Fuertes en el combate cuerpo a cuerpo, se juega parecido a otros juegos de estrategia, aunque con algunas diferencias. Ideal para principiantes, aunque también tiene la profundidad suficiente para ser interesante para jugadores avanzados. 
Facción Magic: Pensada especialmente para jugadores avanzados. La mayoría de sus unidades se transforman o invocan a partir de otras. Aunque no tienen la fuerza en combate cuerpo a cuerpo de la facción Tech, esto se ve compensado por la capacidad de los miembros de combatir con ataques a distancia, más potentes, que si se usan bien pueden alcanzar el nivel de la facción Tech o incluso superarlo. 

## Tecnología
- C++ estándar. El código está escrito en C++ estándar y portable. Se puede compilar en GCC o VS.NET.
- OpenGL. Glest usa el API multiplataforma OpenGL para representar gráficos 3D. Usa el pipeline fijo, así que solo se requiere la versión 1.3 y algunas extensiones.
- DirectSound/OpenAL. El juego reproduce sonido estático y streaming usando en archivos ogg y wav.
- Multijugador. Partidas en línea sobre LAN/Internet de hasta 4 jugadores.
- I.A. (inteligencia artificial). Se puede jugar contra una I.A. de un cierto nivel de complejidad (usada por los jugadores automáticos). Glest usa el A* para la búsqueda de caminos y otros algoritmos conocidos de inteligencia artificial.
- Asociado al juego existe una comunidad que se organiza en un foro y en un wiki, donde se encuentran manuales, explicaciones sobre estrategia y extensiones y modificaciones del juego.

## Derivados
Por su diseño el juego es muy adaptable y muchos han creado facciones unidades y escenarios nuevos. 
También se  han realizado a  partir de Glest  varias derivaciones o forks que tienen un desarrollo continuado. Una de ellas es MegaGlest y otra es GAE.